# Максили

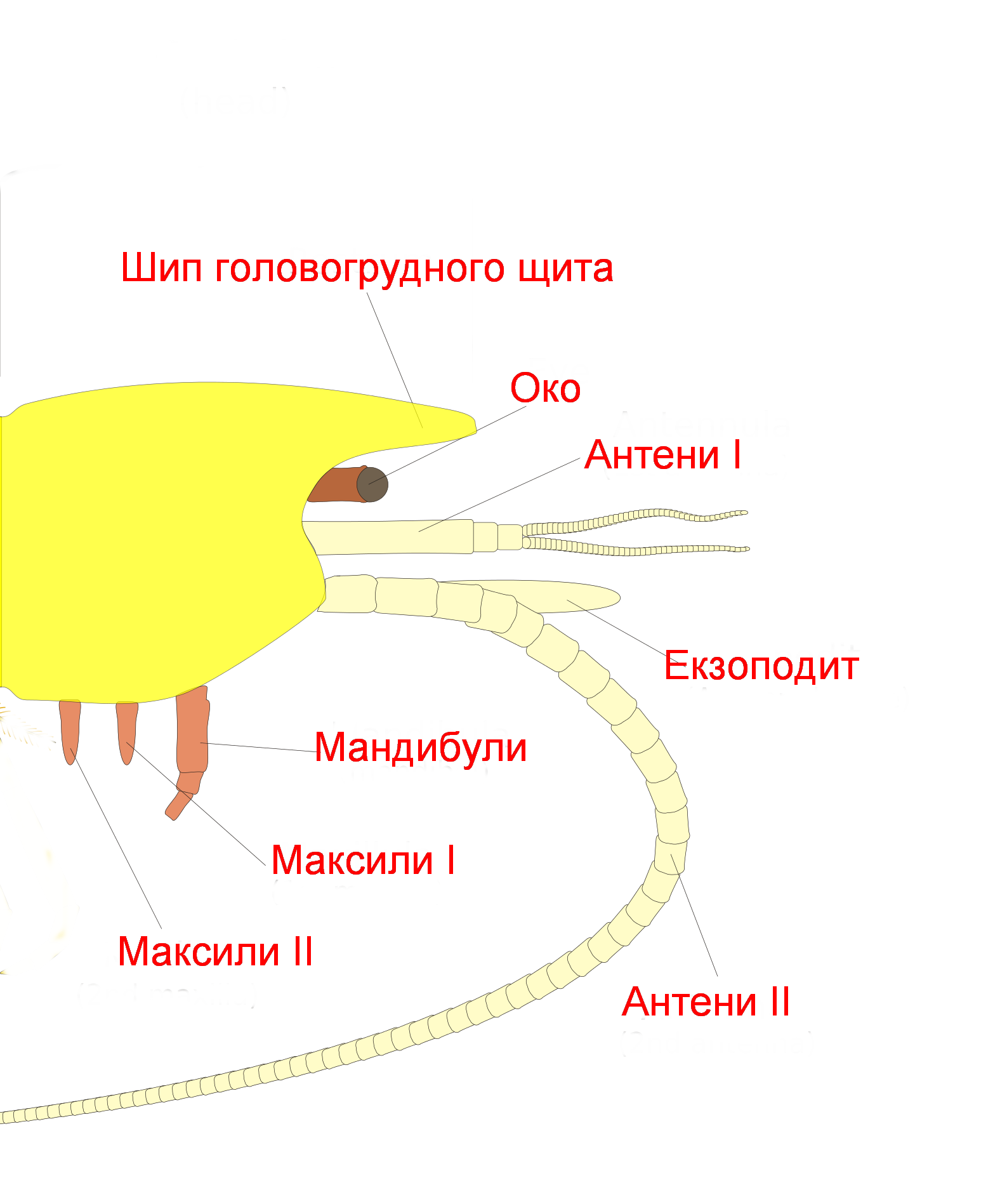
Схема голови ракоподібних підкласу Malacostraca

Ма́ксили (нижні щелепи) — парні придатки у частини членистоногих, складова їх ротового апарату. Звичайно, максил дві пари, це видозмінені четверта і п'ята пари кінцівок члеників, що в ході еволюції увійшли до складу голови і злилися між собою. Тож, у членистоногих максили й ноги є гомологічними органами. Максил не мають членистоногі підтипу Хеліцерові. Основною функцією максил є оцінювання їжї та маніпулювання нею в процесі її споживання.
Ракоподібні мають дві пари максил, що знаходяться дуже близько одна від одної. Їх вершини контактують із верхніми щелепами (мандибулами), яким вони передають частки їжі. У багатьох ракоподібних максили мають додаткові функції: беруть участь у фільтруванні їжі, допомагають у грумінгу кінцівок та придатків (наприклад, в очищенні антен). Будова максил досить різноманітна, звичайно вони мають вигляд невеличких листкоподібних платівок.
У двопарноногих багатоніжок є лише одна (колишня перша) пара максил. Вона діє як нижня губа — прикриває ротову порожнину і допомагає пережовувати їжу. Края максил щільно вкриті рецепторами, чутливими до дотику й хімічних речовин. Із кожною максилою пов'язана видільна залоза, через яку виводяться азотовмісні токсини та надлишок солей (тобто, здійснюється осморегуляція. Губоногі багатоніжки мають дві пари максил. Перші розташовані ближче до черевця і прикриті мандибулами. Друга пара максил мають отвір протоку видільних залоз..

## Комахи

Схема будови максил таргана Periplaneta americana. Ліворуч — ліва максила (вигляд ззаду), поруч — права максила (вигляд спереду). Показано максилярні структури, їх латинські назви (див. текст) і мускулатуру

У комах в ході еволюції збереглася лише одна, перша пара максил (другі зрослися між собою, утворивши нижню губу). Кожна максила складається з базового трикутного членика (ка́рдо) — власне, шарніра, на якому рухається максила. До нього кріпиться досить великий центральний членик (стіпес). Останній має три складові: лаци́нію, гале́ю (galea) і членистий максилярний щупик (пальпус). Лацинії звичайно потовщені, тверді і зубчасті. Ними комахи відділяють шматочки їжі і маніпулюють ними у ротовій порожнині. Галеї широкі, совкоподібні, вони разом із 5-члениковими щупиками «досліджують» їжу перед її споживанням.

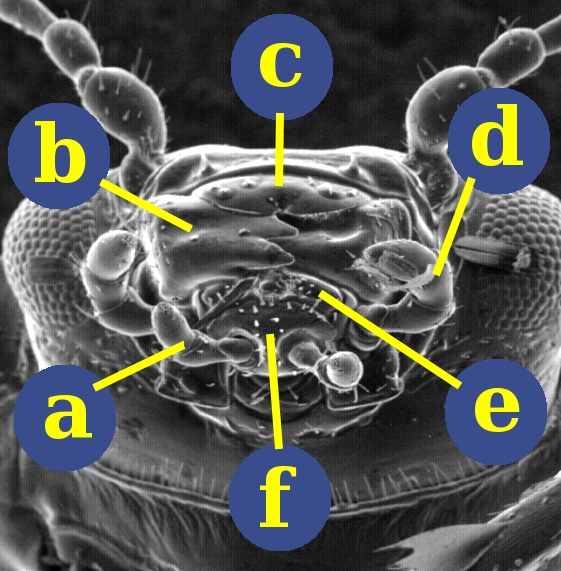
Електронна мікрофотографія ротового апарату листоїда: a —губні щупальця, b — мандибули, c — верхня губа, d — щелепні щупальця, e — максили, f — ліґула

Діями максил керує нервово-м'язовий апарат. Є м'язи, що рухають усю максилу, інші ж спричиняють рухи її окремих частин.
Залежно від способу життя і живлення, будова й функції максил дуже різноманітні. У бджіл вони разом із нижньою губою утворюють сисний хоботок. У метеликів він утворений дуже видовженими галеа, при основі яких є щупики. У напівтвердокрилих (клопів) максили входять до складу колючосисного ротового апарату. Максили бабок-красунь (Agrion) не мають щупика. Істотної трансформації зазнали в ході еволюції максили двокрилих та комах інших груп.